# Vláda Kurta Georga Kiesingera
Vláda Kurta Georga Kiesingera byla vláda SRN v období Západního Německa, která působila od 1. prosince 1966 do 21. října 1969.
Vládu tvořila velká koalice liberálně konzervativní křesťanskodemokratická CDU/CSU a sociálně demokratická SPD.

## Krize 1966
V roce 1966 se vláda Ludwiga Erharta (koalice CDU/CSU a FDP) dostala do krize, poté co ji 28. října opustili z důvodu neshod ohledně státního rozpočtu všichni ministři za FDP. V důsledku toho zvolil poslanecký klub CDU/CSU 10. listopadu za kandidáta na nového spolkového kancléře Kurta Georga Kiesingera. Následná obnovená koaliční jednání s FDP bohužel ztroskotala. Po neúspěšných pokusech při jednání o společné koaliční vládě tak byla vytvořena velká koalice CDU/CSU a SPD. Tyto strany měly společně ve spolkovém sněmu nadpoloviční většinu.
SPD by měla většinu rovněž i s FDP, tuto možnost však část FDP odmítala. Jelikož se zároveň uvnitř SPD objevily obavy, že by tato těsná většina nemusela postačovat, nenavrhovala SPD Willyho Brandta jakožto předsedu strany na post spolkového kancléře. SPD tak vytvořila koalici s CDU/CSU, se kterou držela početnější většinu, místo kancléře získal nominant za CDU Kurt Keorg Kiessinger a Willy Brandt se ujal funkce vicekancléře.

## Seznam členů vlády
| Portfej                                           | Ministr                                  | Strana | Strana |
| ------------------------------------------------- | ---------------------------------------- | ------ | ------ |
| Spolkový kancléř                                  | Kurt Georg Kiesinger                     |        | CDU    |
| Zástupce spolkového kancléře                      | Willy Brandt                             |        | SPD    |
| Ministr zahraničních věcí                         | Willy Brandt                             |        | SPD    |
| Ministr vnitra                                    | Paul Lücke do 2. dubna 1968              |        | CDU    |
| Ministr vnitra                                    | Ernst Benda od 2. dubna 1968             |        | CDU    |
| Ministr spravedlnosti                             | Gustav Heinemann do 26. března 1969      |        | SPD    |
| Ministr spravedlnosti                             | Horst Ehmke od 26. března 1969           |        | SPD    |
| Ministr financí                                   | Franz Josef Strauß                       |        | CSU    |
| Ministr hospodářství                              | Karl Schiller                            |        | SPD    |
| Ministr výživy, zemědělství a lesů                | Hermann Höcherl                          |        | CSU    |
| Ministr práce a sociálních věcí                   | Hans Katzer                              |        | CDU    |
| Ministr obrany                                    | Gerhard Schröder                         |        | CDU    |
| Ministr dopravy                                   | Georg Leber                              |        | SPD    |
| Ministr pošt a spojů                              | Werner Dollinger                         |        | CSU    |
| Ministr bytových záležitostí a výstavby měst      | Lauritz Lauritzen                        |        | SPD    |
| Ministr pro odsunuté, uprchlíky a zasažené válkou | Kai-Uwe von Hassel do 5. února 1969      |        | CDU    |
| Ministr pro odsunuté, uprchlíky a zasažené válkou | Heinrich Windelen od 7. února 1969       |        | CDU    |
| Ministr pro celoněmeckou problematiku             | Herbert Wehner                           |        | SPD    |
| Ministr pro záležitosti Spolkové rady a zemí      | Carlo Schmid                             |        | SPD    |
| Ministr pro vědecký výzkum                        | Gerhard Stoltenberg                      |        | CDU    |
| Ministr/yně pro záležitosti rodiny a mládeže      | Bruno Heck do 2. říjra 1968              |        | CDU    |
| Ministr/yně pro záležitosti rodiny a mládeže      | Aenne Brauksiepe od 16. říjra 1968       |        | CDU    |
| Ministr pro hospodářský majetek                   | Kurt Schmücker                           |        | CDU    |
| Ministryně zdravotnictví                          | Käte Strobel                             |        | SPD    |
| Ministr pro hospodářskou spolupráci               | Hans-Jürgen Wischnewski do 2. říjra 1968 |        | SPD    |
| Ministr pro hospodářskou spolupráci               | Erhard Eppler od 16. říjra 1968          |        | SPD    |